# Gabriëlle Fontaine-Vanhoof
Gabriëlle Fontaine-Vanhoof (Waarloos, 11 januari 1902 - 17 juni 1994) was een Belgisch volksvertegenwoordiger.

## Levensloop
Gabriëlle Vanhoof werkte van juni 1923 tot aan haar huwelijk in 1937 als landbouwregentes in het vrij landbouw- en huishoudkundig onderwijs. Ze was actief in de Belgische Boerinnenbond en verzorgde er vanaf 1949 een radioprogramma voor. Ze was actief in de Belgische Boerenbond en militeerde bij de Christelijke Volkspartij. Zo kwam ze op de lijst voor de wetgevende verkiezingen in het arrondissement Brussel, als opvolger op de Kamerlijst.
In 1952 volgde ze de ontslagnemende Albert Coppé op en vervulde dit mandaat tot in 1954. In 1957 volgde ze de ontslagnemende Raymond Nossent op en dit tot aan de verkiezingen van 1958.